# Symfonie nr. 3 (Sallinen)
De Finse componist Aulis Sallinen componeerde zijn Symfonie nr. 3 in 1975.

## Geschiedenis
Sallinen kreeg na het succes van zijn opera De ruiter de opdracht van de Finse omroep voor een nieuw werk. Het werd zijn derde symfonie. Sallinen dacht eerst nog aan een eendelig werk, maar bij de uitwerking daarvan bleek het in de ogen van de componist, dat er meer moest volgen. Hij componeerde daarop het tweede deel en in januari 1975 het derde. Toen hij terugkeek was hij niet tevreden met het tweede deel en bij de voltooiing bleek dat hij het tweede deel opnieuw gecomponeerd had. De eerste uitvoering werd gegeven door de combinatie van de BIS Records-opname.
De symfonie kreeg in de jaren na de eerste uitvoering de bijnaam "De Zee", zonder dat die officieel zou worden. Er waren twee redenen voor (achteraf). Het idee voor de symfonie ontstond tijdens een verblijf op een eiland in de Oostzee. De muziek heeft wel wat weg van een rustige zee waarop de zon schijnt en het licht je fel in de ogen straalt; vervolgens komt de storm en de zee veranderd in een kolkende watermassa. Tijdens rust of storm op zee, ze blijft dreigend en een dreiging, terug te voeren op de laatste waarschuwingssignalen van de symfonie.

## Muziek
De officiële indeling is een driedelig werk, maar in het derde deel zit een hoorbare scheiding in the thematiek, die het toch richting een vierdelig werk schuift:
1. Tempo energico ed sostenuto
2. Chaconne
3. Vivace giocoso – Finale

De thema's bij de symfonieën van Sallinen zijn direct herkenbaar, zo ook hier. Het hoofdmotief is hoorbaar in de eerste maten en wordt gespeeld door de houtblazers. De voor Sallinen typische herhaling volgt direct in een fuga-achtige omgeving. Een tweede motief dient zich aan in een legato herhalend intervalpatroon (omhoog / omlaag), dat doet denken aan minimal music. Het tweede deel begint met genoemd intervalmotief (hier de chromatische versie en krijgt gedurende haar 7 minuten een derde motief te verwerken. Staccato signalen van dezelfde toonhoogte achter elkaar.
Het derde deel is de recapitulatie van de delen (1) en (2). Het begint echter met een walsachtig ritme, zonder dat het een wals is. Het eerste motief komt terug, nu door de koperblazers, later de strijkinstrumenten en ten slotte weer door de houtblazers. Het slotmotief van het tweede deel krijgt steeds meer de overhand, totdat het in fortississimo de muziek totaal overheerst. Het blijkt de afsluiting te zijn van het totale werk. Echter niet nadat na een generale rust van een maat de tonenreeks nog eenmaal herhaald wordt. Dit code schept de verwachting dat er nog meer volgt, maar dat is (dus) niet het geval.

## Orkestratie
- 4 dwarsfluiten waaronder 2 piccolo, 3 hobo's, 4 klarinetten waaronder 1 basklarinet, 3 fagotten waaronder 1 contrafagot;
- 4 hoorns, 3 trompetten, 3 trombones, geen tuba
- percussie waaronder woodblocks, kleine trom een met en een zonder snaren, tom-toms, grote trom, bekkens, marimba, vibrafoon, crotales, glockenspiel en een tamtam, harp, piano, celesta
- strijkers

## Discografie
- Uitgave BIS Records 41; Fins Radiosymfonieorkest o.l.v. Okko Kamu
- Uitgave CPO: Staatsphilharmonie Rheinland-Pfalz o.l.v. Ari Rasilainen